# La Réorthe
La Réorthe – miejscowość i gmina we Francji, w regionie Kraj Loary, w departamencie Wandea.
Według danych na rok 1990 gminę zamieszkiwało 829 osób, a gęstość zaludnienia wynosiła 35 osób/km² (wśród 1504 gmin Kraju Loary La Réorthe plasuje się na 654. miejscu pod względem liczby ludności, natomiast pod względem powierzchni na miejscu 430.).